# Ledebouria

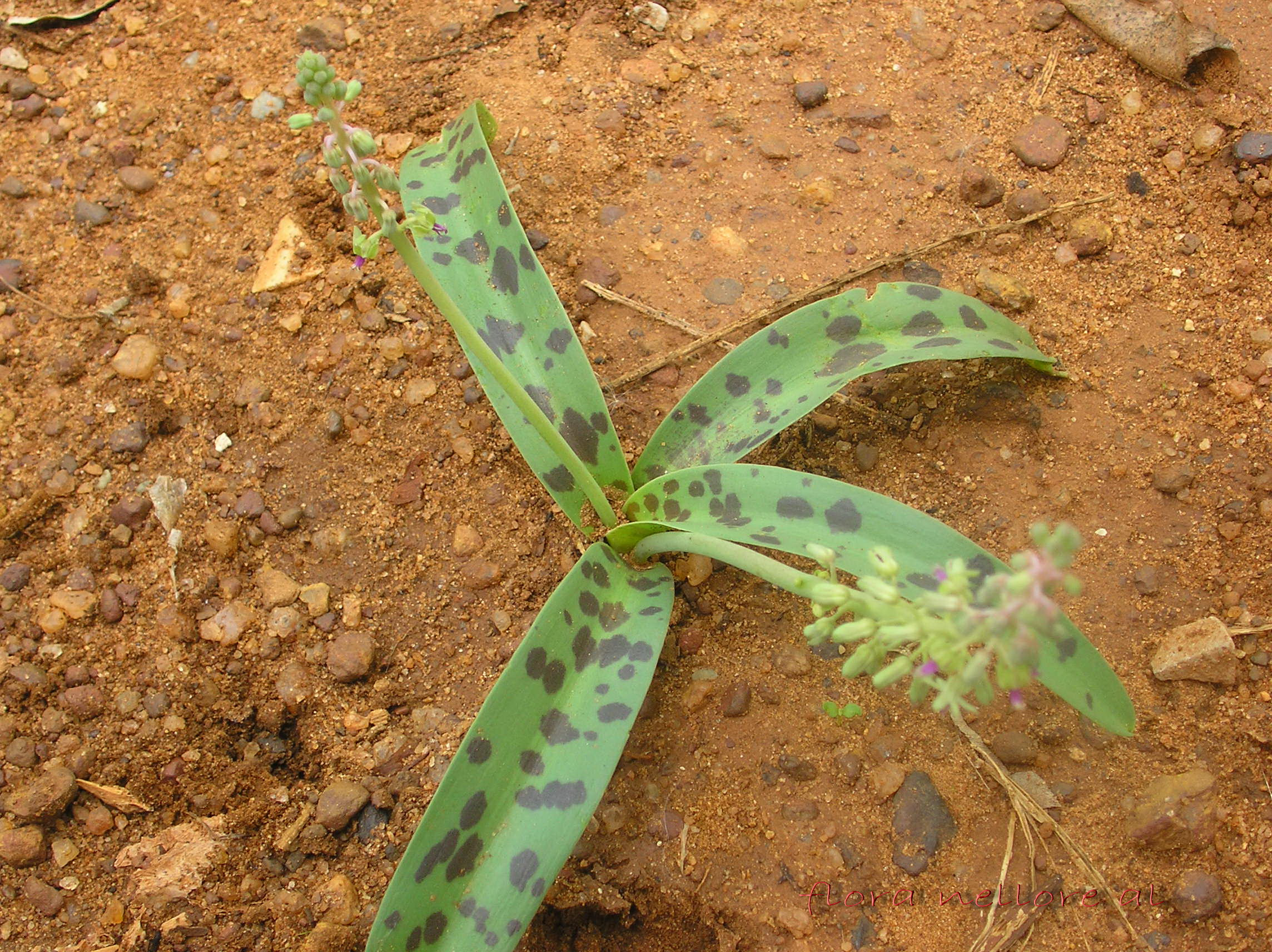
Ledebouria revoluta

A Ledebouria az egyszikűek (Liliopsida) osztályának a spárgavirágúak (Asparagales) rendjébe, ezen belül a spárgafélék (Asparagaceae) családjába tartozó nemzetség.

## Tudnivalók
A Ledebouria-fajok hagymás, évelő növények. A legtöbb faj, korábban a csillagvirágok (Scilla) nemzetségébe volt besorolva. A legtöbb Ledebouria-fajnak az őshazája Afrika vagy Madagaszkár, azonban néhányuk az Arab-félszigeten, Indiában és Srí Lankán őshonos.

## Rendszerezés
A nemzetségbe az alábbi 53 faj tartozik:
- Ledebouria apertiflora (Baker) Jessop
- Ledebouria asperifolia (van der Merwe) S.Venter
- Ledebouria atrobrunnea S.Venter
- Ledebouria camerooniana (Baker) Speta
- Ledebouria concolor (Baker) Jessop
- Ledebouria confusa S.Venter
- Ledebouria cooperi (Hook.f.) Jessop
- Ledebouria cordifolia (Baker) Stedje & Thulin
- Ledebouria coriacea S.Venter
- Ledebouria cremnophila S.Venter & van Jaarsv.
- Ledebouria crispa S.Venter
- Ledebouria dolomiticola S.Venter
- Ledebouria edulis (Engl.) Stedje
- Ledebouria ensifolia (Eckl.) S.Venter & T.J.Edwards
- Ledebouria floribunda (Baker) Jessop
- Ledebouria galpinii (Baker) S.Venter & T.J.Edwards
- Ledebouria glauca S.Venter
- Ledebouria grandifolia (Balf.f.) A.G.Mill. & D.Alexander
- Ledebouria hypoxidioides (Schönland) Jessop
- Ledebouria inquinata (C.A.Sm.) Jessop
- Ledebouria insularis A.G.Mill.
- Ledebouria kirkii (Baker) Stedje & Thulin
- Ledebouria lepida (N.E.Br.) S.Venter
- Ledebouria leptophylla (Baker) S.Venter
- Ledebouria lilacina (Fenzl ex Kunth) Speta
- Ledebouria luteola Jessop
- Ledebouria macowanii (Baker) S.Venter
- Ledebouria maesta (Baker) Speta
- Ledebouria marginata (Baker) Jessop
- Ledebouria minima (Baker) S.Venter
- Ledebouria mokobulanensis Hankey & T.J.Edwards
- Ledebouria monophylla S.Venter
- Ledebouria nossibeensis (H.Perrier) J.C.Manning & Goldblatt
- Ledebouria ovalifolia (Schrad.) Jessop
- Ledebouria ovatifolia (Baker) Jessop
- Ledebouria papillata S.Venter
- Ledebouria pardalota S.Venter
- Ledebouria parvifolia S.Venter
- Ledebouria pustulata S.Venter
- Ledebouria remifolia S.Venter
- Ledebouria revoluta (L.f.) Jessop - típusfaj
- Ledebouria rupestris (van der Merwe) S.Venter
- Ledebouria sandersonii (Baker) S.Venter & T.J.Edwards
- Ledebouria scabrida Jessop
- díszeslevelű csillagvirág (Ledebouria socialis) (Baker) Jessop
- Ledebouria somaliensis (Baker) Stedje & Thulin
- Ledebouria sudanica (A.Chev.) Burg
- Ledebouria undulata' (Jacq.) Jessop
- Ledebouria urceolata Stedje
- Ledebouria venteri van Jaarsv. & A.E.van Wyk
- Ledebouria viscosa Jessop
- Ledebouria zambesiaca (Baker) Speta
- Ledebouria zebrina (Baker) S.Venter